# Кярдла (аеропорт)
Аеропорт Кярдла (ест. Kärdla lennujaam, IATA: KDL, ICAO: EEKA)) — аеропорт в Естонії. Аеропорт розташований за 13 км на схід від міста Кярдла на острові Гіюмаа.
Аеропорт має одну асфальтовану злітно-посадкову смугу з напрямком 14/32, розміром 1520 м x 30 м. Злітно-посадкова смуга була модернізована в 1998 році.

## Огляд
Аеропорт Кярдла був відкритий у 1963 році. Протягом наступних років спостерігалася досить висока активність в аеропорту: регулярні рейси до Таллінна, Хаапсалу, Вормсі, Курессааре, Риги, Пярну, Вільянді та Тарту, а також чартерні рейси до Мурманська, Вільнюса та Каунасу. У 1987 році через аеропорт Кярдла подорожували 24 335 пасажирів. Після того, як Естонія відновила незалежність в 1991 році, авіасполучення різко скоротилося, і в 1995 році через аеропорт подорожувало лише 727 пасажирів. Відтоді трафік зріс, і у 2010 році через аеропорт пройшов 10 551 пасажир.
У перші вихідні серпня в аеропорту щорічно проводяться Дні польотів.
23 листопада 2001 року двоє загинули внаслідок аварії Ан-28 на шляху до Кярдла. Розслідування встановило, що причиною стала помилка пілота, але пізніше суд постановив, що причиною катастрофи була погана погода, а не пілот.

## Авіалінії та напрямки
| Авіакомпанія     | Пункт призначення |
| ---------------- | ----------------- |
| Transaviabaltika | Таллінн           |